# Metro cubo
Il metro cubo (anche detto metro cubico) è l'unità di misura di volume nel Sistema internazionale di unità di misura. Per definizione, è il volume racchiuso da un cubo avente gli spigoli lunghi 1 metro.
Ha per simbolo m³ ed è a volte erroneamente abbreviato con la sigla mc (quest'ultima non riconosciuta però dal Sistema internazionale di unità di misura e dalle norme italiane ed europee).

## Multipli e sottomultipli
Un metro cubo è uguale a:
- 0,000000001 chilometri cubi
- 1 000 litri
- 1 000 decimetri cubi
- 1 000 000 centimetri cubi
- ~35,3 piedi cubi
- ~1,31 yarde cubiche

## Unità legate al metro cubo
Va precisato che le unità seguenti non misurano un volume, nonostante siano legate al metro cubo, ma una quantità di sostanza.
- Sm³ (Standard metro cubo, anche abbreviato come Smc o Stm³) è la quantità di gas contenuta in un metro cubo in condizioni standard
- Nm³ (Normal metro cubo) è quella in un metro cubo in condizioni normali.

A parità di volume, la quantità di sostanza aumenta o cala all'aumentare della temperatura a seconda del segno della dilatazione termica della sostanza, e aumenta più o meno all'aumentare della pressione a seconda del modulo del coefficiente di comprimibilità cubica.
In prima approssimazione si ipotizza sempre la legge dei gas ideali:
p V = n R T,
dove R è la costante universale dei gas. Naturalmente, questa prima approssimazione non sempre è accettabile a fini ingegneristici.

### Standard metro cubo
Simbolo: Sm³
Unità di misura di quantità di sostanza usata per le sostanze che si trovano allo stato gassoso in condizioni "standard", qui intese come pressione pari a 1 atm e temperatura di 15 °C.
È equivalente alla quantità di sostanza contenuta in 1 m³ alla temperatura di 15 °C (288,15 K) e alla pressione assoluta di 1,01325 bar.
- 1 Sm³ = 42,292 mol

### Normal metro cubo
Simbolo: Nm³
Unità di misura della quantità di sostanza usata per le sostanze che si trovano allo stato gassoso in condizioni "normali"; corrisponde alla quantità di sostanza che occupa un metro cubo alla temperatura di 0 °C (273,15 K) e alla pressione assoluta di 1,01325 bar.
- 1 Nm³ = 44,618 mol

In conclusione 1 Nm³ è una quantità di sostanza maggiore che 1 Sm³, e il rapporto tra le due quantità è circa 1,0549:
- 1 Nm³ ≈ 1,0549 Sm³

Si fa notare che le definizioni possono indurre all'errore, in quanto parlano di volumi che appaiono diversi, mentre in realtà si tratta di quantità diverse nello stesso volume, ossia di differenze di densità numerica.
Quindi 1 m³ in condizioni normali indica la stessa quantità di volume di 1 m³ in condizioni standard, in quanto il coefficiente 1,0549 è il rapporto tra le densità molecolari e non tra i volumi, che sono identici.